# Magyarország természetes turisztikai zónái
Ez a lista Magyarország jelentősebb természetes turisztikai zónáit tartalmazza.
- Balaton
- Dunakanyar
- Mátra és Bükk-vidék
- Velencei-tó
- Sopron-Kőszeghegyalja
- Szigetköz
- Őrség
- Bakony
- Mecsek-Villányi-hegység
- Ráckevei-Duna
- Alsó-Duna
- Közép-Tisza-vidék
- Aggtelek
- Zemplén és Hernád-völgye
- Alsó-Tisza
- Hortobágy
- Szombathely környéke; Vasi-hegyhát
- Rába-Marcal mente
- Göcsej és a Zalai-dombság
- Kapos-völgy
- Dél-Zala
- Belső-Somogy
- Vértes-Gerecse
- Budai-hegyvidék
- Gödöllői-dombság
- Cserhát-Karancs
- Felső-Tisza-vidék
- Szolnoki Tisza
- Hármas-Körös mente
- Szanazug